# Germaine Pichot
Pour les articles homonymes, voir Pichot.
Germaine Pichot, née Laure Antonie Gargallo à Paris 18e le 1er décembre 1880 et morte à Clichy le 2 décembre 1948, est une artiste des cabarets parisiens, membre de l'entourage de Pablo Picasso dans le Montmartre des années 1900.
Au début du XXe siècle, elle est la gérante de la Maison Rose de Montmartre, haut lieu du Paris bohème de l'époque, avec son mari le peintre catalan Ramon Pichot qui y tient son atelier à l'étage de l'établissement.
Picasso, qui peint Germaine dans plusieurs oeuvres, dont Au Lapin Agile et Les Demoiselles d'Avignon, reste en contact avec elle jusqu'à la mort de celle-ci, en 1948.

## Biographie

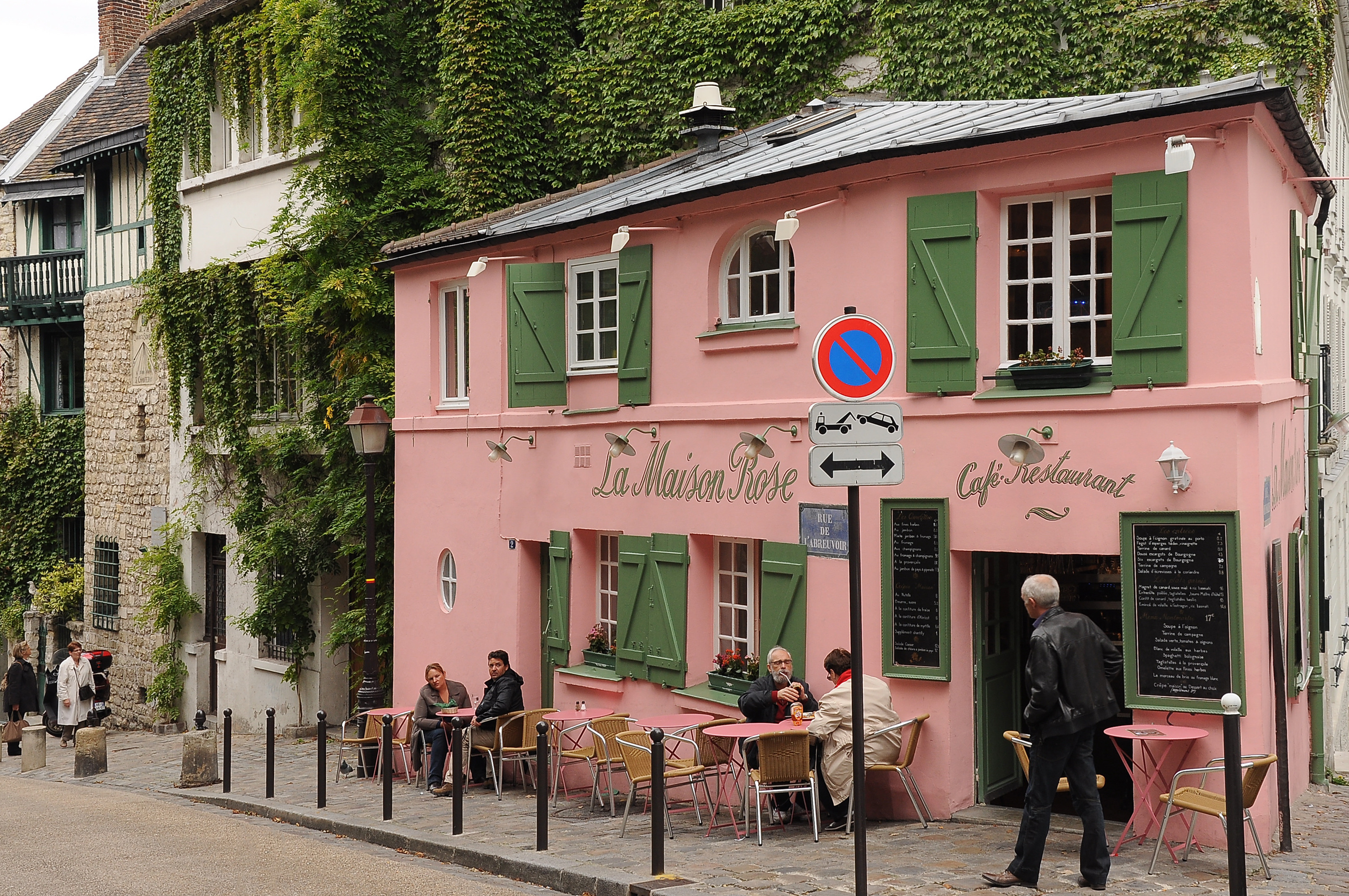
La Maison Rose, à Montmartre, dirigée par Germaine Gargallo Pichot.

Née au n° 36 boulevard Ornano, dans le quartier parisien de Montmartre (18e arrondissement), elle est la fille du peintre Stanislas Gargallo, originaire de Saint-Flour, en Auvergne, et de Julie Marie Riss, modiste de Beaucourt (actuel Territoire de Belfort).
Au mois d'octobre 1898, elle épouse le sculpteur Vital Florentin. Durant le printemps de l'année 1900, elle rencontre les artistes catalans Ricard Canals et Isidre Nonell, ses voisins de la rue Gabrielle, puis, à l'automne, les peintres Carles Casagemas, Manuel Pallarès i Grau et Pablo Picasso. 
Picasso, alors au faite de sa gloire, représente Germaine dans le tableau Au Lapin Agile,et la prend également comme modèle en 1907 pour son chef-d'œuvre Les Demoiselles d'Avignon.
L'amour platonique de Carles Casagemas pour Germaine est le thème principal de l'œuvre de l'artiste. Cet amour n'étant pas réciproque, Carles Casagemas met fin à ses jours le 17 février 1901, au Café de l’Hippodrome, situé au 128 Boulevard de Clichy.
Germaine rejoint alors Picasso, dont elle fut la compagne éphémère, mais qu'elle délaisse en 1902 pour le peintre Ramon Pichot qu'elle épouse en 1908.
Après une brève étape à Marseille entre 1920 et 1922, le couple revient à Paris. Germaine Pichot dirige le bistrot La Maison Rose. Localisé dans la rue des Saules, le café se situe au rez-de-chaussée de la maison, alors que l'atelier de Ramon Pichot occupe le premier étage,. Ce dernier meurt en 1925.
Picasso reste en contact avec Germaine, jusqu'à la mort de celle-ci, en 1948.
Germaine Pichot est inhumée au cimetière Saint-Vincent de Montmartre, avec son mari le peintre catalan Ramon Pichot.